# Ondřej Hejma

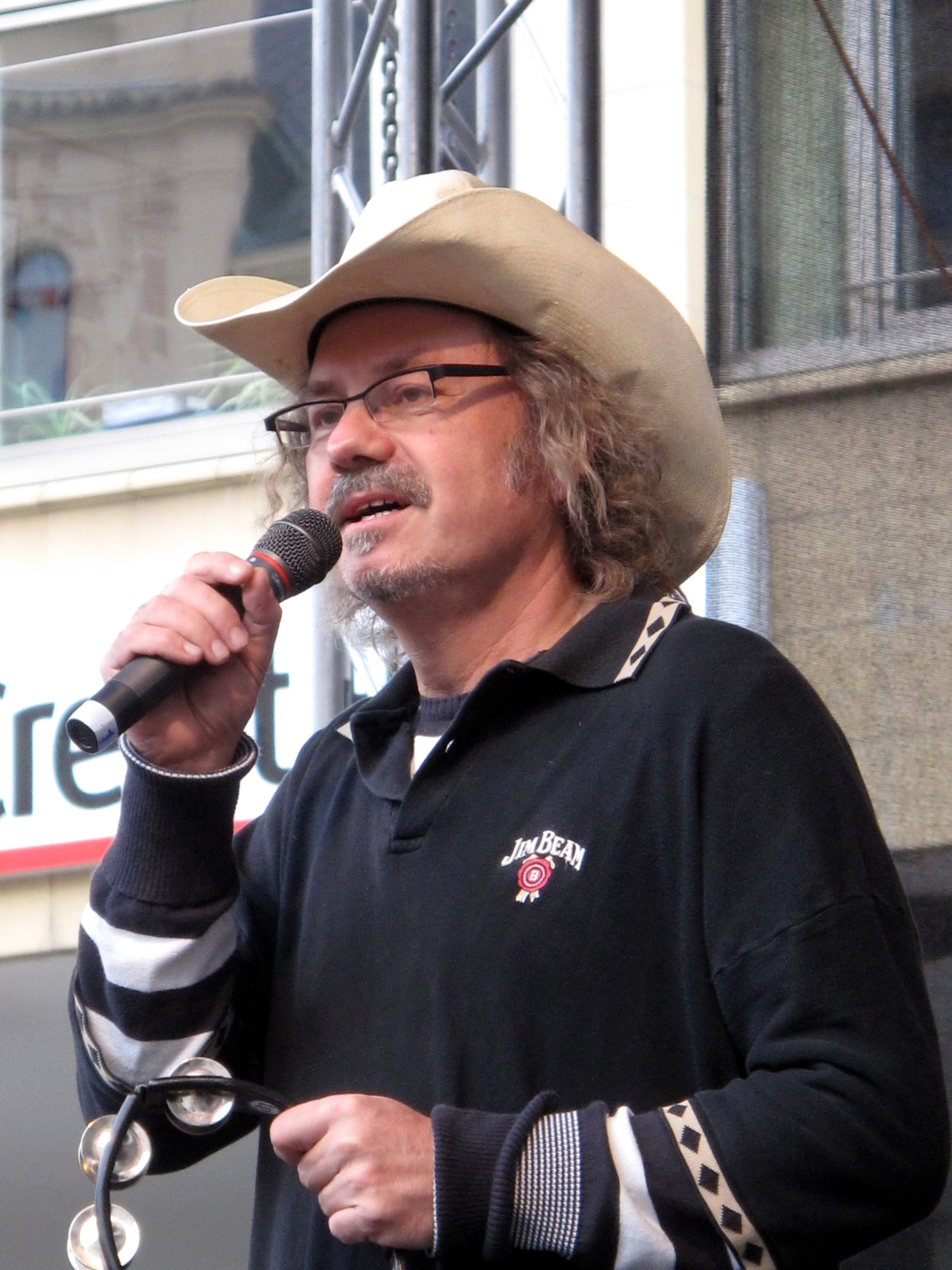
Ondřej Hejma (2009)

Ondřej Hejma (* 3. Februar 1951 in Prag) ist ein tschechischer Musiker und Komponist. Er ist Frontmann der Band Žlutý pes (Gelber Hund). Er arbeitete auch als Korrespondent für die Agentur Associated Press in der Tschechischen Republik. Außerdem war er Moderator der tschechischen Quizshow „Möchten Sie Millionär werden?“.

## Werdegang

### Bildung
Nach dem Abitur studierte er Philologie an der Philosophischen Fakultät der Karls-Universität. Nach dem Studium arbeitete er kurzzeitig in einer Werbeagentur und machte sich anschließend als Dolmetscher und Übersetzer selbstständig. 1987 wurde er Prag-Korrespondent der Associated Press. Er behandelte hauptsächlich die Schlüsselmomente der Samtenen Revolution und die grundlegende Phase des wirtschaftlichen Wandels. Er verließ die Agentur im Jahr 2009 und widmet sich weiterhin der Musik und dem Schreiben. 

### Musik
Nach dem Abitur in den 1960er Jahren begann er in der Folk-Blues-Band Ivan Hlas Žízeň aufzutreten. 1975 war er Mitbegründer der Reggae-Band Yo Yo Band. 1978 wurde die Gruppe Žlutý pes gegründet, mit der Hejma noch heute auftritt. In dieser Zeit nahm die Band insgesamt 11 Alben auf, darunter mehrere Radio-Evergreens (z. B. „Velvet“, „Blue is Good“, „Naruživá“). 1996 gewannen sie den Music Academy Award als Band des Jahres. Gleichzeitig mit Zlutý ps trat Hejma auch im Alternativprojekt L.L. Jetel mit Radim Hladík und Ernouš Šedivý auf. Seit 2016 spielt er auch in der Akustikgruppe Marush.

### Print, Fernsehen, Film und Bücher
In den siebziger Jahren veröffentlichte Hejma zusammen mit Štefan Rybár das Reisebuch Autostopem do Nepálu (Kamarád-Ausgabe, 1978). In den 1980er Jahren arbeitete er als Dolmetscher und lieferte tschechische Untertitel für englischsprachige Filme für die Central Film Rental Company. Später wurde er Teil eines Samizdata-Netzwerks von Filmbegeisterten, für das er aus dem Ausland importierte Videobänder synchronisierte. Nach der Revolution war er als Moderator politischer Debatten im Fernsehen und Radio bei TV3 (politische Debatte ohne Unentschieden), im Radio Frekvence 1 (Presseclub-Programm) und in der Zeitschrift Reflex (Rubrik „Hundeleben“) aktiv. Bei TV Nova moderierte er die Sendung „Willst du Millionär werden?“ und fungierte als Juror in der ersten und dritten Staffel des Wettbewerbs „Česko hledá Superstar“. Im Jahr 2009 war er Juror in der ersten Staffel von Česko Slovenská SuperStar. Bei Stream Internet TV kombinierte er Musik und Nachrichten in der Rap 'n' News-Show. 
Im Jahr 2012 begann er mit dem Schreiben und der schrittweisen Veröffentlichung der autobiografischen Trilogie „Fejsbuk“, „Americký blues“ und „Srdce zlomený“. 

### Angebliche Zusammenarbeit mit StB
In den kommunistischen Archiven der tschechoslowakischen Staatssicherheit wurde er ab 1974 als überprüfte Person (Codename Student) und ab 1987 als Agent (Codename Rony). Der konkrete Band mit den entsprechenden Beweisen blieb jedoch nicht erhalten, da er von der StB vernichtet wurde. Hejma hält diese Archivbeweise für Desinformation, er beschreibt seine Version im autobiografischen Roman mit dem Titel Fejsbuk.

### Privatleben
In den 1980er Jahren arbeitete er als Dolmetscher und lieferte tschechische Untertitel für englischsprachige Filme für die Central Film Rental Company. 
Er ist verheiratet und hat zwei Kinder. 

### Varia
Seit 2018 ist er Träger der tschechischen Verdienstmedaille I. Stufe.
Er verortet sich bei den Politisch Rechten und ist Anhänger der ODS.